# Hemiscorpiidae
Hemiscorpiidae je čeleď štírů.

## Jed
S výjimkou druhu Hemiscorpius lepturus jsou všichni štíři této čeledi zcela neškodní a patří ke štírům s nejslabším jedem. Hemiscorpius lepturus je jedovatý. Na rozdíl od všech ostatních štírů má cytotoxický jed, účinky jedu jsou tak podobné účinkům jedu pavouků rodu Loxosceles.

## Chov
Mnoho štírů čeledi Hemiscorpiidae je chováno v zajetí. Především se jedná o rod Hadogenes. V Česku se řadí k nejpopulárnějším štírům a chová se zde nejastěji Hadogenes paucidens a Hadogenes troglodytes. Rody Iomachus a Opistacanthus jsou chovány v menší míře.U rodu Opistacanthus se jedná o velice zajímavé a velké štíry, jejichž odchov je všeak provázen vyšší úmrtností. Většinou se jedná o Iomachus politus a Opistacanthus rugiceps.

## Taxonomie
Čeleď byla nejprve uzavřená v čeledi Ischnuridae. Jméno bylo změněno na Liochelidae Fet & Bechly, 2001. Roku 2005 Soleglad, Fet & Kovařík změnili jméno na Hemiscorpiidae. Do čeledi byl přezazen rod Heteroscorpion z čeledi Urodacidae. Při hlavní revizi byl do čeledi přeřazen rod Habibella a synonymizován s rodem Hemiscorpius.

## Rody
- Cheloctonus, Pocock, 1892
- Chiromachetes, Pocock, 1899
- Chiromachus, Pocock, 1893
- Hadogenes, Kraepelin, 1894
- Hemiscorpius, Peters, 1861
- Heteroscorpion, Birula, 1903
- Hormiops, Fage, 1933
- Liocheles, Sundevall, 1833
- Iomachus, Pocock, 1893
- Opisthacanthus, Peters, 1861
- Paleocheloctonus, Lourenço, 1996
- Tibetiomachus, Lourenço & Qi, 2006